# Burgruine Wetterfeld
Die Burgruine Wetterfeld, auch Altes Schloss genannt, ist die Ruine einer Wasserburg im Ortskern von Wetterfeld, einem Stadtteil von Roding im oberpfälzischen Landkreis Cham in Bayern. Die Burg Wetterfeld ist eine der wenigen Wasserburgen in der Oberpfalz.

## Geschichte
1118 wird der Diepoldinger Ministeriale Gottfried von Wetterfeld, Mitglied der mächtigen Markgrafenfamilie von Cham-Vohburg, genannt, einem Bruder des Abtes Reginboto vom Kloster Reichenbach und 1179 nochmal ein Karl und Heinrich „de Weterinfeld“.
1268 wird ein Deinhardus genannt, der vermutlich den bayerischen Herzögen untersteht und 1283 geht das Erbe an die Wittelsbacher. Es folgen mehrere Besitzerwechsel. 1428 sowie 1433 wird die Burg zerstört und danach wieder aufgebaut.
Die nun in vier „Burghuten“ (rechtlich eigenständige Gebäudekomplexe, getrennt vergeben) geteilte Burg (siehe hierzu Wetterfeld (Roding)) wurde im Dreißigjährigen Krieg zweimal von den Schweden zerstört und danach wieder aufgebaut. Nachdem die Burg zunehmend verfiel und von ihren Pflegern verlassen war, wurde das Burggelände unterteilt und mit Privathäusern bebaut.

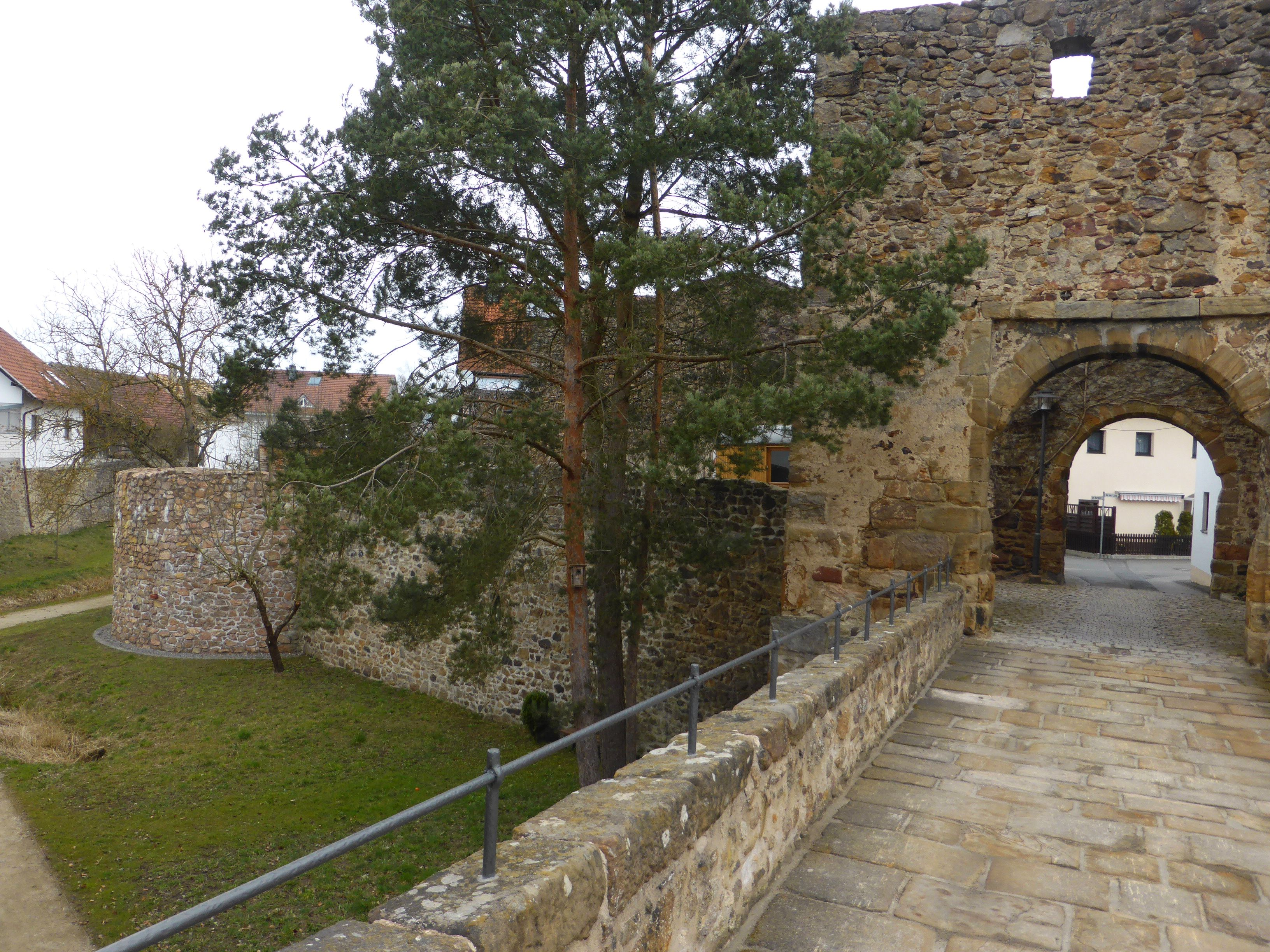
Burg Wetterfeld mit Burggraben

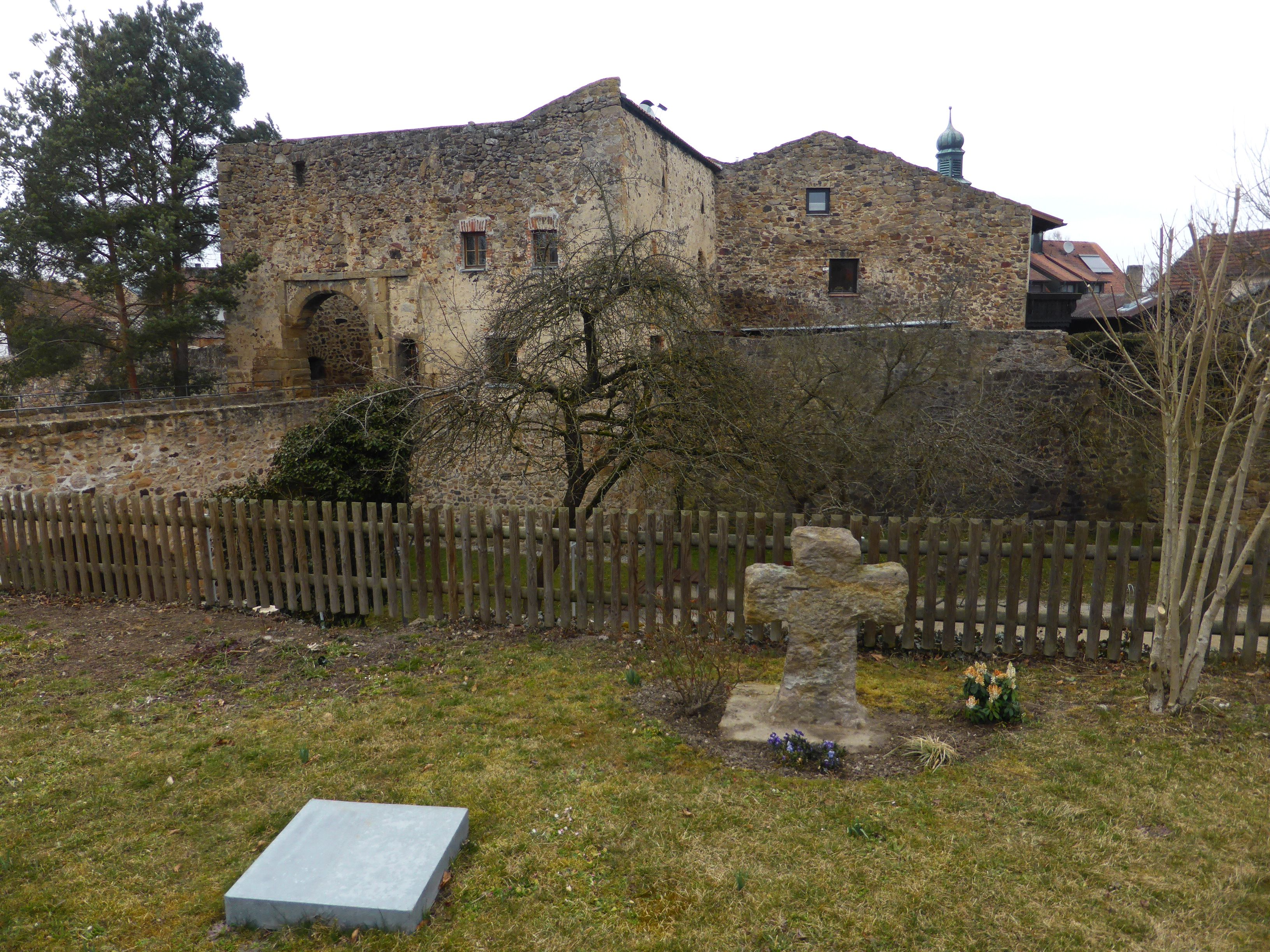
Burg Wetterfeld mit Zugbrücke

## Beschreibung
Die im Nordosten durch einen Dorfteich begrenzte Burganlage verfügt heute noch über einen ausgemauerten tiefen Graben, der im Verteidigungsfall durch eine Schleuse gefüllt werden konnte.
Die Burgruine zeigt außer den Umfassungsmauern (mit Zwinger und Mauertürmen) nur noch den großen Torturm, der auch als Wohnturm diente, aus Bruchsteinen mit Eckquadern mit einem großen und einem kleinen Durchgang mit gemauerten Nischen, in die Zugbrücken eingelassen werden konnten. Andere Bauteile der Burg sind in heutigen Wohnhäusern aufgegangen oder verschwunden.